# Tossal Julià
El Tossal Julià és una muntanya de 421 metres que es troba al municipi de Sanaüja, a la comarca catalana de la Segarra.